# CHRONICLE (フジファブリックのアルバム)
『CHRONICLE』（クロニクル）は、フジファブリックの4枚目のオリジナルアルバム。2009年5月20日にEMIミュージック・ジャパンより発売。

## 概要
前作から約1年4ヶ月ぶりにリリースされたメジャー4枚目、通算では7枚目となるアルバム。
初タッグとなった亀田誠治プロデュースの「Sugar!!」や「同じ月」のほか、スウェーデン・ストックホルムでレコーディングされたバンド初の海外レコーディング音源を含む全15曲を収録。トータル・タイム約70分という超大作となっている。
本作は初回限定盤・通常盤ともにCD＋DVDの2枚組仕様となる。付属のDVDには25日間におよんだスウェーデンレコーディングに密着したドキュメント映像を中心に、「Sugar!!」のビデオクリップや同曲のアコースティックバージョンなど80分強の映像を収録。初回限定盤にはライブの先行予約案内および「モジャハット」オリジナルステッカーが封入された。
『フジファブリック』以来の全曲志村正彦作詞作曲のアルバムとなった。作詞作曲のみならず、全アレンジまでほぼすべてを志村が一人で手掛けた、それまでのバンド然とした手法と明確に異なる作品。
アルバムとしてはオリコンアルバムチャートでバンド史上初のトップ10入りを果たす。
発売から7ヶ月後の2009年12月24日にボーカルの志村正彦が急死したことにより、本作が彼の遺作となった。

## 収録曲

### 楽曲クレジット
| 全作詞・作曲: 志村正彦、全編曲: 志村正彦、プロデュース: フジファブリック with Anders Hellgren & David Myhr (#1, 3-8, 10-15)、フジファブリック・亀田誠治 (#2, 9)。 |                         |          |            |      |
| # | タイトル                | 作詞     | 作曲・編曲 | 時間 |
| 1. | 「バウムクーヘン」      | 志村正彦 | 志村正彦   | 4:37 |
| 2. | 「Sugar!!」             | 志村正彦 | 志村正彦   | 4:09 |
| 3. | 「Merry-Go-Round」      | 志村正彦 | 志村正彦   | 4:27 |
| 4. | 「Monster」             | 志村正彦 | 志村正彦   | 3:52 |
| 5. | 「クロニクル」          | 志村正彦 | 志村正彦   | 4:21 |
| 6. | 「エイプリル」          | 志村正彦 | 志村正彦   | 4:40 |
| 7. | 「Clock」               | 志村正彦 | 志村正彦   | 4:32 |
| 8. | 「Listen to the music」 | 志村正彦 | 志村正彦   | 4:09 |
| 9. | 「同じ月」              | 志村正彦 | 志村正彦   | 5:06 |
| 10. | 「Anthem」              | 志村正彦 | 志村正彦   | 5:49 |
| 11. | 「Laid Back」           | 志村正彦 | 志村正彦   | 3:26 |
| 12. | 「All Right」           | 志村正彦 | 志村正彦   | 4:02 |
| 13. | 「タイムマシン」        | 志村正彦 | 志村正彦   | 4:55 |
| 14. | 「ないものねだり」      | 志村正彦 | 志村正彦   | 4:15 |
| 15. | 「Stockholm」           | 志村正彦 | 志村正彦   | 4:14 |
| 合計時間: | 合計時間:               | 66:45    |            |      |

| #  | タイトル                                           | 作詞 | 作曲・編曲 | 内容                                              |
| -- | -------------------------------------------------- | ---- | ---------- | ------------------------------------------------- |
| 1. | 「Sugar!!」(ビデオ・クリップ)                      |      |            | スウェーデンドキュメント45sec ver.                |
| 2. | 「Sugar!!」                                        |      |            | アコースティック・ライブセッション at "COLD ROOM" |
| 3. | 「ルーティーン」                                   |      |            | レコーディングセッション at Monogram Recordings   |
| 4. | 「北欧選手権 in Stockholm, Sweden」                |      |            |                                                   |
| 5. | 「25日間に渡る初の海外レコーディングドキュメント」 |      |            | メンバーによるオーディオ・コメンタリー収録        |

### 楽曲解説
バウムクーヘン
発売後の2018年、「虹」と共に映画『虹色デイズ』の挿入歌に起用された。
Sugar!!
11thシングル。
Anthem
PVが存在し、ストックホルムでのレコーディング風景が見られる。
ないものねだり
一部「Day Dripper」のサビと同じメロディの部分がある。
Stockholm
今作で唯一、ストックホルムで書き上げられ完成した楽曲。タイトルはレコーディング場所にちなんで付けられた。